# أوجغاز سفلي
أوجغاز سفلي هي قرية في مقاطعة خلخال، إيران. عدد سكان هذه القرية هو 67 في سنة 2006.